# Theesdorf
Theesdorf ist ein Ortsteil der Gemeinde Erlau im sächsischen Landkreis Mittelsachsen. Er wurde am 1. Mai 1936 nach Sachsendorf eingemeindet, mit dem er am 1. Januar 1994 nach Milkau und am 1. Januar 1999 zur Gemeinde Erlau kam.

## Geographie

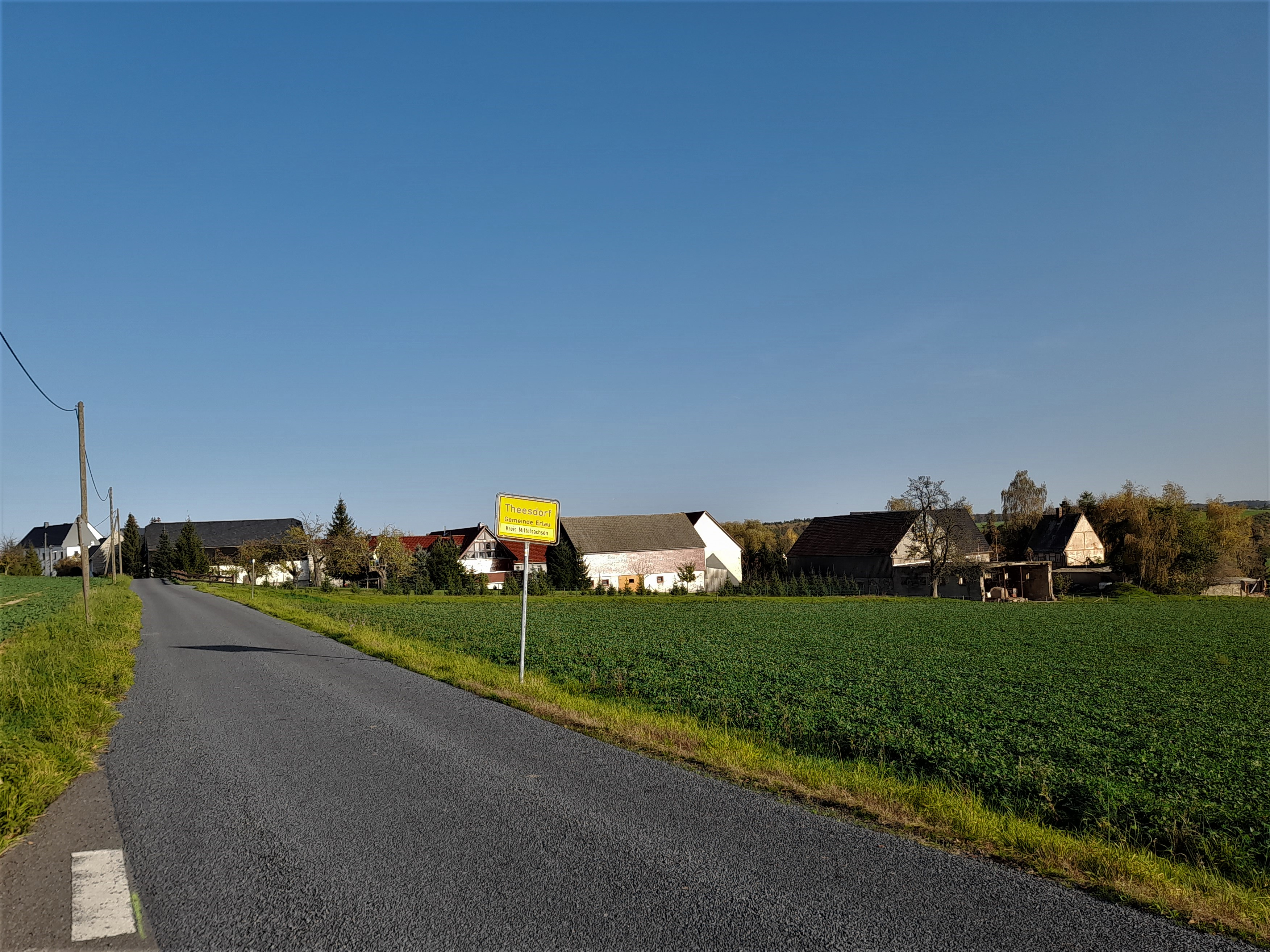
Blick auf Theesdorf

### Geographische Lage und Verkehr
Theesdorf liegt im Nordwesten der Gemeinde Erlau. Die südliche Ortsflur begrenzt der Aubach, der bei Stöbnig in die Zwickauer Mulde mündet. Im Tal des Aubachs verlief zwischen 1893 und 1997 die Bahnstrecke Rochlitz–Waldheim mit dem „Haltepunkt Obstmühle“ in der Flur des Nachbarorts Sachsendorf. Die Bundesstraße 175 führt durch die nördlich gelegenen Nachbarorte.

### Nachbarorte
|                           | Aitzendorf                                  |       |
| Sachsendorf mit Obstmühle | Kompassrose, die auf Nachbargemeinden zeigt | Arras |
|                           | Milkau (Großmilkau)                         |       |

## Geschichte

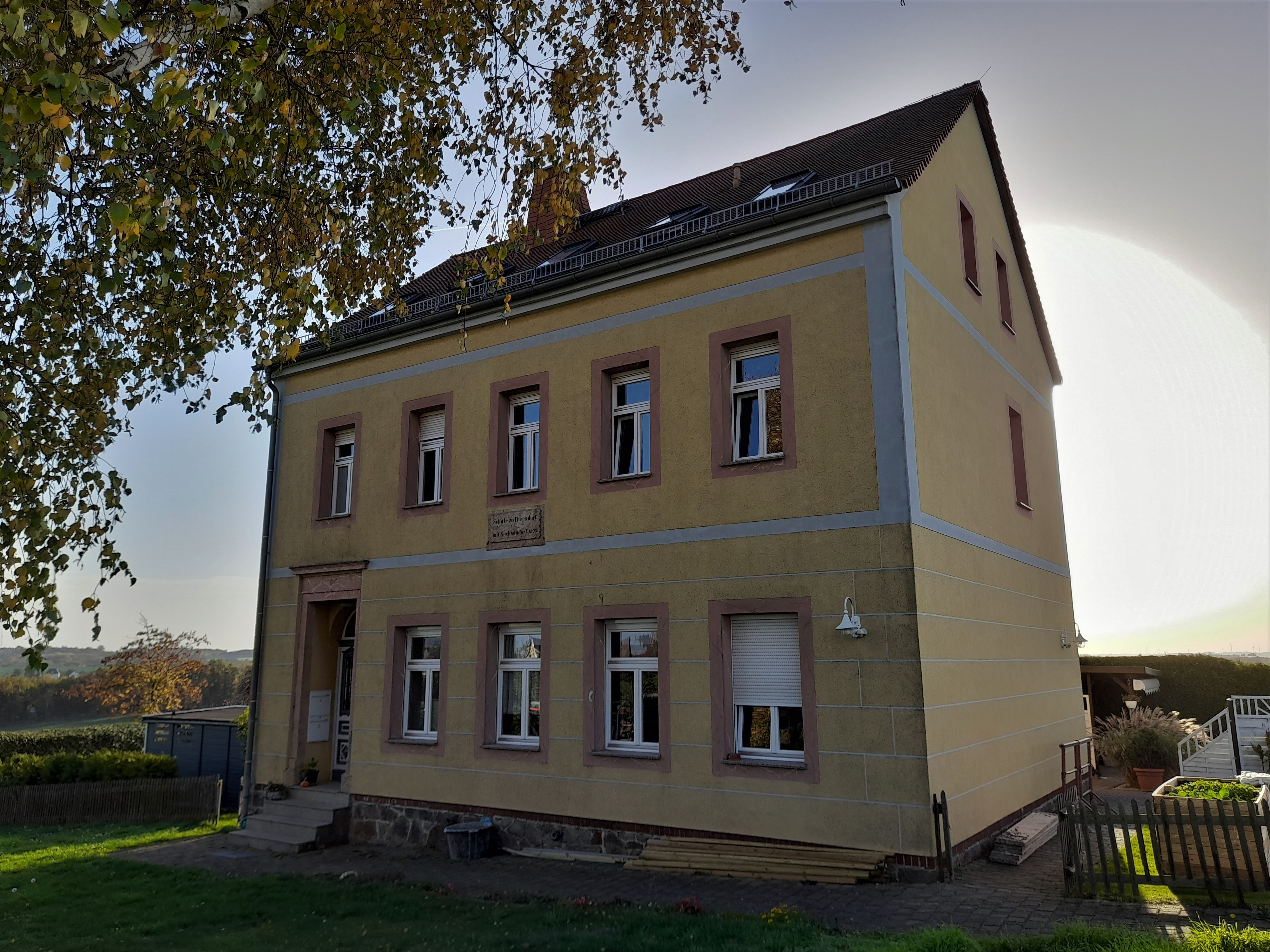
Ehemalige Schule Theesdorf

Das Platzdorf Theesdorf wurde im Jahr 1292 als „Dyestorff“ erstmals urkundlich erwähnt. In diesem Dokument wurde die Übergabe des Guts „Dyestorff“ vom Markgraf Friedrich von Meißen an das schönburgische Kloster Geringswalde bestätigt.
Nach der Reformation und der damit einhergehenden Säkularisation kirchlicher Besitztümer wurde das Benediktinerinnenkloster Geringswalde im Jahr 1542 aufgehoben. Die Grundherrschaft über Theesdorf lag um 1551 beim nunmehrigen schönburgischen Klostergut Klostergeringswalde, während der Ort an sich zu dieser Zeit laut Historischem Ortsverzeichnis Sachsen im kursächsischen Amt Rochlitz lag. Um 1764 bis 1856 war der Ort Amtsdorf im kursächsischen bzw. königlich-sächsischen Amt Rochlitz. Kirchlich war Theesdorf bis 1928 nach Seelitz gepfarrt, seitdem gehört der Ort zur Kirchgemeinde Großmilkau bzw. Milkau.
Bei den im 19. Jahrhundert im Königreich Sachsen durchgeführten Verwaltungsreformen wurden die Ämter aufgelöst. Dadurch kam Theesdorf im Jahr 1856 unter die Verwaltung des Gerichtsamts Rochlitz und 1875 an die neu gegründete Amtshauptmannschaft Rochlitz. Im Jahr 1895/1896 erhielt Theesdorf eine neue Schule, in der die Kinder aus Theesdorf und Sachsendorf unterrichtet wurden.
Die Eingemeindung von Theesdorf nach Sachsendorf erfolgte am 1. Mai 1936. Durch die zweite Kreisreform in der DDR im Jahr 1952 wurde die Gemeinde Sachsendorf mit Theesdorf dem Kreis Rochlitz im Bezirk Chemnitz (1953 in Bezirk Karl-Marx-Stadt umbenannt) angegliedert. Nach der Schließung der Theesdorfer Schule im Jahr 1968 besuchten die Theesdorfer und Sachsendorfer Schüler die Zentralschule in Milkau.
Seit 1990 gehörte Theesdorf als Ortsteil von Sachsendorf zum sächsischen Landkreis Rochlitz, der 1994 im neu gebildeten Landkreis Mittweida und 2008 im Landkreis Mittelsachsen aufging. Die Gemeinde Sachsendorf mit Obstmühle und dem Ortsteil Theesdorf wurde am 1. Januar 1994 nach Milkau eingemeindet, welches wiederum am 1. Januar 1999 in die Gemeinde Erlau eingegliedert wurde. Seitdem bildet Theesdorf einen von neun Ortsteilen der Gemeinde Erlau.

## Kulturdenkmale
Für die Kulturdenkmale des Ortes siehe die Liste der Kulturdenkmale in Theesdorf.